# 西根町
西根町（にしねちょう）は、かつて岩手県岩手郡におかれていた町。町の南部に岩手山、北部に七時雨山がある。
杜仲・モロヘイヤなどの生産に力を入れていた。2005年（平成17年）9月1日に、松尾村、安代町と合併し、八幡平市となった。

## 地理
- 山：岩手山、七時雨山
- 河川：松川、赤川、涼川

## 歴史

### 沿革
- 1889年（明治22年）4月1日 - 町村制が施行される。
  - 旧・平舘村と堀切村が合併し、北岩手郡平舘村が成立。
  - 大更村が単独で村制施行し、北岩手郡大更村が成立。
  - 旧・田頭村と平笠村が合併し、北岩手郡田頭村が成立。
  - 旧・寺田村、荒木田村、上関村、帷子村が合併し、北岩手郡寺田村が成立。
- 1897年（明治30年）4月1日 - 郡の統合により北岩手郡と南岩手郡が合併し、岩手郡となる[1]。
- 1956年（昭和31年）9月30日 - 平舘村、大更村、田頭村、寺田村が合併し、岩手郡西根村となる。
- 1961年（昭和36年）11月1日 - 西根村が町制施行し、岩手郡西根町となる。
- 2005年（平成17年）9月1日 - 西根町、安代町、松尾村が合併し、八幡平市となる[2]。

## 行政
- 西根村最後の村長は、戦前に伊藤律を治安維持法違反容疑で逮捕・拷問を伴った取り調べによりゾルゲ事件発覚の端緒となる供述を採った取調官、元警視庁警部補の伊藤猛虎。
- 最後の町長：工藤勝治（くどう かつじ・1987年9月6日就任）

## 教育

### 小学校
- 西根町立大更小学校
- 西根町立東大更小学校
- 西根町立渋川小学校
- 西根町立田頭小学校
- 西根町立平笠小学校
- 西根町立平舘小学校
- 西根町立寺田小学校

### 中学校
- 西根町立西根中学校
- 西根町立西根第一中学校

### 高等学校
- 岩手県立平舘高等学校

## 交通

### 鉄道
- 東日本旅客鉄道（JR東日本）
  - 花輪線：東大更駅 - 大更駅 - 平館駅

### 道路
- 高速自動車国道
  - 東北自動車道：西根IC - 岩手山SA
- 一般国道
  - 国道282号
    - 道の駅：にしね
- 主要地方道
  - 岩手県道17号岩手平舘線
  - 岩手県道・秋田県道23号西根八幡平線
  - 岩手県道30号葛巻安代線
- 一般県道
  - 岩手県道191号大更停車場線
  - 岩手県道199号西根好摩線
  - 岩手県道227号田代平西根線
  - 岩手県道233号焼走り線
  - 岩手県道257号岩手西根線

## 主要施設・観光地
- 焼走り熔岩流

## 出身有名人
- 江間章子 - 詩人
- 小田ひで次 - 漫画家
- 菅野修 - 漫画家
- 木村泰賢 - 仏教学者
- 晴山ケビン - バスケットボール選手